# Onze-Lieve-Vrouw-van-Bijstandkerk (Tilburg)
De Onze-Lieve-Vrouw-van-Bijstandkerk is een vroegere parochiekerk in de Noord-Brabantse stad Tilburg. Het gebouw is gelegen aan de Gasthuisring 14.

## Geschiedenis
Deze kerk werd gebouwd in 1955 ter vervanging van de Paterskerk. Architect was Jakobus van Buijtenen. In 1974 werd de kerk onttrokken aan de eredienst. Het gebouw heeft dus slechts 24 jaar als kerk gefunctioneerd. 
De klokkentoren werd gesloopt en in 1983 werd de rest van het gebouw als een kantoor ingericht. Alle religieuze versieringen werden verwijderd en het gebouw is nauwelijks meer als voormalige kerk te herkennen.

## Gebouw
Het betrof een blokvormig gebouw dat bedekt was met betonschalen en een klokkentoren bezat op vierkante plattegrond, bekroond met een lantaarn.